# Saint-Jean-Delnous
Saint-Jean-Delnous é uma comuna francesa na região administrativa de Occitânia, no departamento de Aveyron. Estende-se por uma área de 18,29 km². Em 2010 a comuna tinha 427 habitantes (densidade: 23,3 hab./km²).